# Louis Barnaba

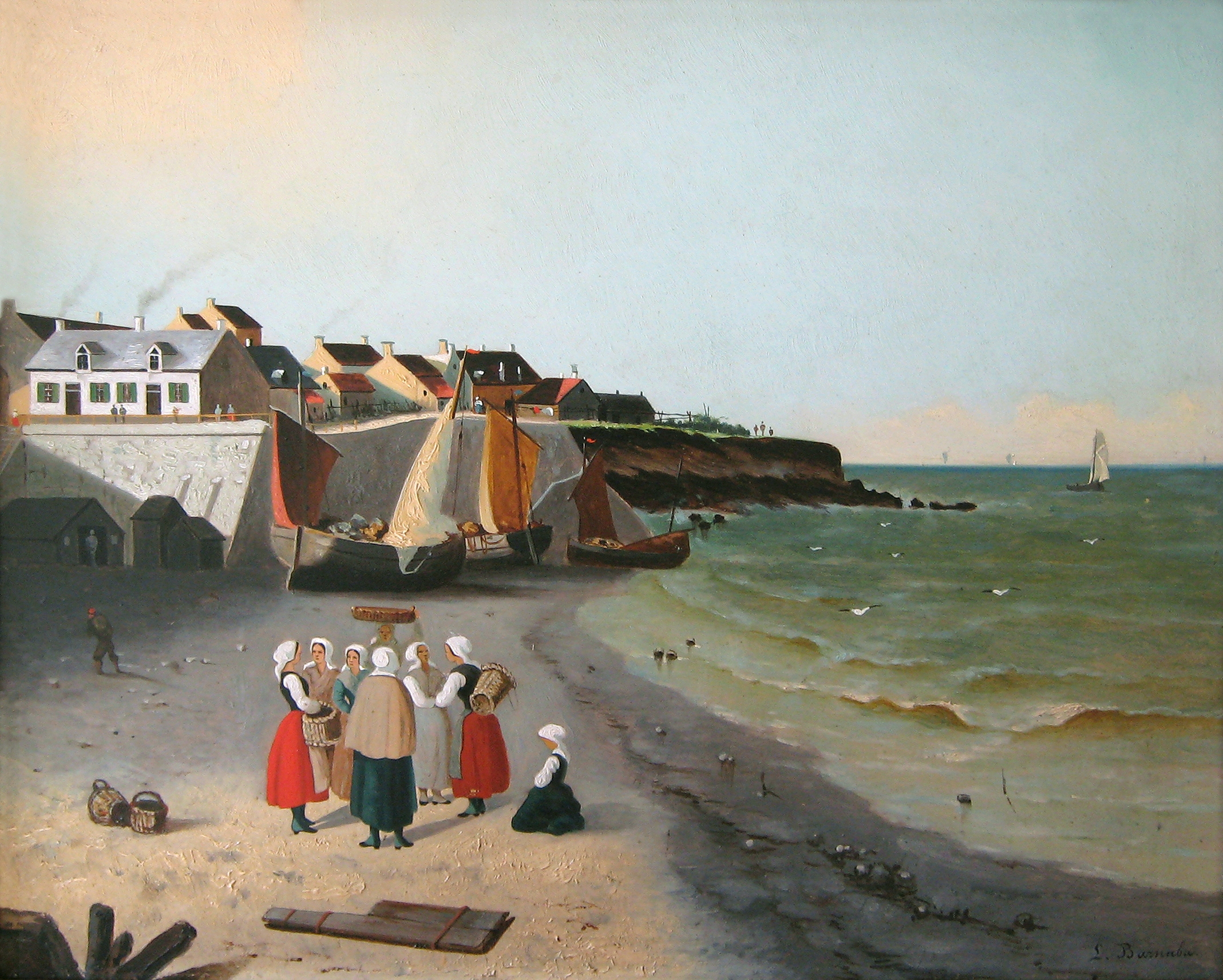
Femmes de pêcheurs sur la grève

Louis Barnaba, né à Bruxelles le 8 novembre 1826 et mort le 6 février 1892 à Ixelles, est un peintre mariniste belge.
 

## Biographie
Louis (Louis Julien Joseph) Barnaba, né à Bruxelles le 8 novembre 1826 est le fils d'Eugène Maximilien Barnaba (1801) et de Marie Catherine Hortense Hulet (1801). 
Il étudie la peinture à La Haye auprès de Louis Meijer. Il réalise des scènes de mer ou de bord de mer sur les côtes françaises et anglaises. Époux de Sophie Julienne Schollmeyer, il réside durant de nombreuses années à Paris, puis à Gand et Ixelles. Actif jusqu'au milieu des années 1880, il meurt Chaussée de Wavre no 290 à Ixelles le 6 février 1892.

## Expositions
- En 1864, il participe au Salon d'Anvers avec deux toiles : Naufrage du Panama. Six hommes de l'équipage sauvés par le Dauphin et Marine, gros temps.
- En 1868, il expose deux tableaux à la Triennale de Gand : Petit port sur les côtes du Zuyderzee et Naufrage sur les côtes de Bretagne.
- En 1874, il reçoit une médaille à l'exposition de Londres.
- En 1876, il expose trois marines à la prestigieuse American Centennial Exhibition de Philadelphie (en) : Côte de France, Bateaux à terre et Coucher de soleil sur la côte anglaise.
- En 1877, il participe à l'Exposition Triennale de Gand.
- En 1881, à l'Exposition Générale des Beaux-Arts de Bruxelles, il présente deux œuvres : Arrivée du vapeur Le Folkestone à Boulogne-sur-mer et Départ de Douvres.